# Novais (São Paulo)
Novais es un municipio brasileño del estado de São Paulo. Se localiza a una latitud 20º59'32" sur y a una longitud 48º55'07" oeste, estando a una altitud de 555 metros. La ciudad tiene una población de 4.592 habitantes (IBGE/2010) y área de 117,8 km². Novais pertenece a la Microrregión de Catanduva.

## Geografía

### Hidrografía
- Río de la Onça

### Demografía
Datos del Censo - 2010
Población Total: 4.592
- Urbana: 4.181
- Rural: 411
- Hombres: 2.479[5]
- Mujeres: 2.113

Densidad demográfica (hab./km²): 38,99
Mortalidad infantil hasta 1 año (por mil): 13,79
Expectativa de vida (años): 72,36
Tasa de fertilidad (hijos por mujer): 2,49
Tasa de Alfabetización: 86,19%
Índice de Desarrollo Humano (IDH-M): 0,759
- IDH-M Salario: 0,642
- IDH-M Longevidad: 0,789
- IDH-M Educación: 0,845

(Fuente: IPEADATA)